# KPMG
A KPMG é uma das maiores empresas de prestação de serviços profissionais, que incluem Audit (Auditoria), Tax (Impostos) e Advisory Services (Consultoria de Gestão e Estratégica, Consultoria Empresarial, Governança Corporativa, Assessoria Financeira, Riscos, Compliance, Fusões e Aquisições, Restruturações, Inovação e Tecnologia). 
Integra o grupo de empresas chamadas de Big Four, as quatro maiores empresas multinacionais do setor. As demais são Deloitte, PricewaterhouseCoopers e Ernst & Young.
Atuando no Brasil como firma de Auditoria Independente ou Auditoria Externa e com forte influência na área contábil e de Demonstrações Financeiras, na última década, a KPMG, assim como suas concorrentes, tem diversificado suas áreas de atuação, voltando-se também para a Consultoria em diversos segmentos.

Dessa forma, as Quatro Grandes (do inglês "Big Four") se definem atualmente como prestadoras de serviços profissionais, destacando-se o foco de abordagem de relacionamento e de prestação de serviços que auxiliam os clientes em diversos países a explorar novas oportunidades e proteger o valor sustentável de seus negócios..